# Langfossen
Langfossen es una cascada del municipio de Etne en la provincia de Hordaland, Noruega. Se ubica 5 km al suroeste de Fjæra. Tiene una altura máxima de 612 m y sus aguas desembocan en el Åkrafjorden. La ruta europea E134 pasa por la base de la cascada. 
La asociación World Waterfall Database declaró que la cascada es una de «las mejores del mundo». En marzo de 2011, el programa de CNN Budget Travel situó a Langfossen como una de las 10 cascadas más bellas del mundo. Es uno de los pocos saltos de agua del país que no se utilizan como fuente de energía eléctrica.